# Championnat d'Asie et d'Océanie féminin de volley-ball 1983
Navigation
Hong Kong 1979 Shanghai 1987
Le 4e Championnat d'Asie et d'Océanie féminin de volley-ball a lieu du 10 au 17 novembre 1983 à Fukuoka (Japon).

## Équipes participantes
| - Australie - Chine - Corée du Sud - Japon - Hong Kong | - Indonésie - Nouvelle-Zélande - Philippines - Taipei chinois |

## Classement final
| Place              | Équipe           |
| ------------------ | ---------------- |
| Médaille d'or      | Japon            |
| Médaille d'argent  | Chine            |
| Médaille de bronze | Corée du Sud     |
| 4                  | Taïwan           |
| 5                  | Philippines      |
| 6                  | Indonésie        |
| 7                  | Australie        |
| 8                  | Hong Kong        |
| 9                  | Nouvelle-Zélande |